# فهرست استانداران کرمانشاه
این فهرست اسامی استانداران استان کرمانشاه، (از سال تشکیل استان در سال ۱۳۱۴ تاکنون) می‌باشد.

## فهرست
| نام                             | شروع            | پایان           | مدت | دوره                                | منبع      |
| ------------------------------- | --------------- | --------------- | --- | ----------------------------------- | --------- |
| حکومت پهلوی                     |                 |                 |     |                                     |           |
| محمدعلی رکنی                    | ۱۳۱۴            | ۱۳۱۵            |     |                                     |           |
| احمد بیگلری                     | ۱۳۱۵            | ۱۳۱۶            |     |                                     |           |
| فتح‌الله کلانتری                 | ۱۳۱۶            | ۱۳۱۷            |     |                                     |           |
| عزیزالله اعزاز نیک‌پی            | ۱۳۱۷            | ۱۳۲۰            |     |                                     |           |
| سرتیپ عبدالرضا افخم ابراهیمی    | ۳ آذر ۱۳۲۰      | فروردین ۱۳۲۱    |     |                                     |           |
| سرهنگ ناصحی                     | ۱۳۲۱            | ۱۳۲۱            |     |                                     |           |
| فرج‌الله بهرامی                  | اسفند ۱۳۲۱      | ۱۳۲۲            |     |                                     |           |
| اسدالله شمس ملک‌آرا              | ۱۳۲۳            | ۱۳۲۳            |     |                                     |           |
| مصطفی‌قلی کمال هدایت             | ۱۳۲۳            | ۱۳۲۵            |     |                                     |           |
| عزیزالله اعزاز نیک‌پی            | اردیبهشت ۱۳۲۵   | مرداد ۱۳۲۵      |     |                                     |           |
| احمد صلاحی                      | مرداد ۱۳۲۵      | ؟               |     |                                     |           |
| منصورعلی قراگوزلو               | ۱۳۲۷            | ۱۳۲۸            |     |                                     |           |
| جهانشاه صمصام                   | ۱۳۲۸            | ۱۳۳۹            |     |                                     |           |
| سرتیپ محمدکاظم صالح شیبانی      | ۸ خرداد ۱۳۳۰    | ۱۳۳۰            |     |                                     | محمد مصدق |
| اسماعیل اصانلو                  | ۱۳۳۰            | ۱۳۳۰            |     |                                     |           |
| موسی سرابندی                    | ۱۳۳۰            | ۱۳۳۰            |     |                                     |           |
| عبدالحسین اردلان                | ۱۳۳۰            | ۱۳۳۲            |     |                                     |           |
| سید رضا رضی عمید                | ۱۳۳۲            | ۱۳۳۳            |     |                                     |           |
| محمود شاه‌حسینی                  | ۱۳۳۳            | ۱۳۳۴            |     |                                     |           |
| حسین عمادممتاز                  | ۱۳۳۴            | ۱۳۳۶            |     |                                     |           |
| علی‌اکبر ملکی                    | ۱۳۳۶            | ۱۹ شهریور ۱۳۳۷  |     |                                     |           |
| سرلشکر نصرالله مقبلی            | ۱۹ شهریور ۱۳۳۷  | ۱۳۳۸            |     |                                     |           |
| علی‌اکبر ملکی                    | ۱۳۳۸            | ۱۳۳۹            |     |                                     |           |
| سپهبد ایرج محوی                 | ۱۳۳۹            | ۱۳۴۰            |     |                                     |           |
| تقی صاحب‌قلم                     | ۱۳۴۰            | ۱۳۴۱            |     |                                     |           |
| محمد فضائلی                     | ۱۳۴۱            | ۱۳۴۳            |     |                                     |           |
| عباس سالور                      | ۱۳۴۳            | ۱۳۴۵            |     |                                     |           |
| سهراب فیروزیان                  | ۴ مرداد ۱۳۴۵    | آذر ۱۳۴۸        |     |                                     |           |
| سرگرد سید جواد شهرستانی         | آذر ۱۳۴۸        | ۷ شهریور ۱۳۵۲   |     |                                     |           |
| ملک‌منصور اسفندیاری              | ۱۳۵۲            | ۱۷ خرداد ۱۳۵۳   |     |                                     |           |
| محمدعلی سمیعی                   | ۹ خرداد ۱۳۵۳    | ۱۷ آذر ۱۳۵۴     |     |                                     |           |
| امیرحسین امیرپرویز              | ۱۷ آذر ۱۳۵۴     | ۱۳۵۵            |     |                                     |           |
| حسین ناظمی                      | ۱۳۵۵            | ۱۳۵۶            |     |                                     |           |
| علیقلی جهانسوز                  | ۱۳۵۶            | ۱۳۵۷            |     |                                     |           |
| سپهبد عزیزالله پالیزبان         | ۲۱ آبان ۱۳۵۷    | ۱۳۵۷            |     |                                     |           |
| جمهوری اسلامی ایران             |                 |                 |     |                                     |           |
| عبدالمجید ایران‌نژاد             | ۱۳۵۷            | ۱۳۵۸            |     | دولت موقت                           |           |
| محمد سپهری‌پور                   | ۱۳۵۸            | ۱۳۵۸            |     | شورای انقلاب                        |           |
| بهروز ماکویی                    | ۱۳۵۸            | ۱۳۵۹            |     | ابوالحسن بنی‌صدر                     |           |
| غلامعباس زارع میرک‌آباد          | ۱۳۵۹            | ۲ شهریور ۱۳۶۰   |     | ابوالحسن بنی‌صدر محمدعلی رجایی       |           |
| مجید حداد عادل (سرپرست)         | ۴ شهریور ۱۳۶۰   | ۷ مهر ۱۳۶۰      |     | محمدجواد باهنر                      | [ ۸ ]     |
| علی‌اکبر رحمانی                  | ۱۳۶۱            | ۱۳۶۲            |     | سید علی خامنه‌ای                     |           |
| نوروز کهزادی                    | ۳۰ خرداد ۱۳۶۲   | ۱۳۶۴            |     | سید علی خامنه‌ای                     | [ ۹ ]     |
| سید علی نکویی زهرایی            | ۳۱ فروردین ۱۳۶۵ | ۱۳۷۱            |     | سید علی خامنه‌ای اکبر هاشمی رفسنجانی | [ ۱۰ ]    |
| غلامرضا صحرائیان                | ۱۷ تیر ۱۳۷۱     | ۱ اردیبهشت ۱۳۷۶ |     | اکبر هاشمی رفسنجانی                 | [ ۱۱ ]    |
| محمدحسین مقیمی                  | ۱ اردیبهشت ۱۳۷۶ | ۱۳۸۰            |     | سید محمد خاتمی                      | [ ۱۲ ]    |
| احمد ترک‌نژاد                    | ۴ مهر ۱۳۸۰      | ۱۳۸۴            |     | سید محمد خاتمی                      | [ ۱۳ ]    |
| عبدالمجید غفوری روزبهانی        | ۲۹ آبان ۱۳۸۴    | ۱۳۸۸            |     | محمود احمدی‌نژاد                     | [ ۱۴ ]    |
| سید دادوش هاشمی                 | ۱۳۸۸            | ۱۳۹۱            |     | محمود احمدی‌نژاد                     | [ ۱۵ ]    |
| حجت‌الله دمیاد                   | ۱۳۹۱            | ۱۳۹۲            |     | محمود احمدی‌نژاد                     | [ ۱۶ ]    |
| ابراهیم رضایی بابادی            | ۱۳۹۲            | ۱۳۹۴            |     | حسن روحانی                          | [ ۱۷ ]    |
| اسدالله رازانی                  | ۲۹ شهریور ۱۳۹۴  | ۲ مهر ۱۳۹۶      |     | حسن روحانی                          | [ ۱۸ ]    |
| هوشنگ بازوند                    | ۲ مهر ۱۳۹۶      | ۱۵ دی ۱۴۰۰      |     | حسن روحانی                          | [ ۱۹ ]    |
| سرتیپ دوم پاسدار بهمن امیری‌مقدم | ۱۵ دی ۱۴۰۰      | ۳۰ آذر ۱۴۰۱     |     | سید ابراهیم رئیسی                   | [ ۲۰ ]    |
| محمدطیب صحرایی                  | ۳۰ آذر ۱۴۰۱     | ۷ آذر ۱۴۰۳      |     | سید ابراهیم رئیسی                   | [ ۲۱ ]    |
| منوچهر حبیبی                    | ۷ آذر ۱۴۰۳      | در حال تصدی     |     | مسعود پزشکیان                       | [ ۲۲ ]    |